# En un lugar del corazón
En un lugar del corazón (Places in the Heart) es una película dramática estadounidense dirigida y escrita por Robert Benton y protagonizada por Sally Field. Contó además con las interpretaciones de John Malkovich, Lindsay Crouse, Danny Glover y Ed Harris La fotografía estuvo a cargo de Néstor Almendros.
La película se estrenó en el Festival Internacional de Cine de Berlín, donde compitió por el Oso de Oro, mientras que Benton ganó el Oso de Plata al Mejor Director. Fue estrenada en cines el 21 de septiembre de 1984 por TriStar Pictures con éxito comercial y de crítica. Los críticos elogiaron el guion y la dirección de Benton y las actuaciones del elenco, particularmente de Field, Malkovich y Crouse. Debido a su interpretación, Field recibió su segundo Premio Oscar a la Mejor Actriz, mientras que Malkovich y Crouse fueron nominados en la categoría de papeles de reparto.

## Sinopsis
Se ambienta en el año 1935 en Waxahachie, Texas, un pequeño pueblo en medio de la Gran Depresión. Un domingo por la tarde, el sheriff, Royce Spalding, va a investigar los disparos en los patios ferroviarios. Un adolescente negro alegremente borracho, Wylie, está disparando un revólver. Llega a una cámara vacía y, pensando que el arma está vacía, apunta al sheriff y lo mata. El cuerpo de Royce es llevado a casa de su viuda, Edna, y sus hijos. Un camión lleno de vigilantes arrastra el cuerpo de Wylie detrás de ellos y se detiene frente a la casa Spalding. Más tarde, los amigos de Wylie bajan su cuerpo de un árbol. Los dos hombres son enterrados el mismo día.
Edna ahora debe criar a sus hijos sola y tiene una gran deuda con el banco, motivo por el cual, el gerente le recomienda que venda su casa y se marche. Ella niega quedarse sin hogar y decide comenzar a plantar semillas de algodón para posteriormente venderlas. Para ello, Edna recibe la ayuda de un negro llamado Moze, y también recibe al señor Will como huésped en su casa, quien además es ciego.

## Reparto
- Sally Field es Edna Spalding
- Lindsay Crouse es Margaret Lomax
- Danny Glover es Moze
- John Malkovich es Mr. Will
- Ed Harris es Wayne Lomax
- Ray Baker es Sheriff Royce Spalding
- Amy Madigan es Viola Kelsey
- Yankton Hatten es Frank Spalding
- Gennie James es Possum Spalding
- Lane Smith es Albert Denby
- Terry O'Quinn es Buddy Kelsey
- Bert Remsen es Tee Tot Hightower

## Final
Con respecto al final único, el escritor y director Robert Benton explicó por qué terminó una película realista con una escena de fantasía que incorpora igualdad, gracia y perdón; principios del cristianismo:
«Hay ciertas cosas que las imágenes pueden explicar que las palabras no pueden. Hay algo en la imagen del hombre que ha sido asesinado entregando la placa de comunión al niño que lo mató que me parece muy conmovedor en formas que no puedo explicar. Tuve la terminando antes de que terminara el guion, aunque sabía que el público se confundiría».

## Lanzamiento
Places in the Heart se estrenó en los cines el 21 de septiembre de 1984. La película fue lanzada en DVD el 9 de octubre de 2001 por Sony Pictures Home Entertainment.

## Recepción

### Taquilla
Places in the Heart recaudó $ 274,279 en su primer fin de semana. La película recaudó 34,9 millones de dólares en Estados Unidos.

### Respuesta crítica
El agregador de reseñas Rotten Tomatoes le da a la película una puntuación del 89% según las reseñas de 38 críticos y una calificación promedio de 8.00/10. El consenso es: «La pélícula es una pieza de carácter tranquilo con grandes ambiciones que cumple con creces, gracias al trabajo absorbente del escritor y director Robert Benton y un elenco tremendo». Metacritic le da a la película una puntuación del 70% según las reseñas de 12 críticos, lo que indica «críticas generalmente favorables».
Vincent Canby de The New York Times escribió en su reseña: «Robert Benton ha hecho una de las mejores películas en años sobre crecer estadounidense». Canby la llamó «conmovedora y, a menudo, divertida» y «una experiencia tónica y revitalizante hasta las imágenes finales», comparándola con la Tristana de Luis Buñuel. Roger Ebert le dio a la película tres de cuatro estrellas, escribiendo que «de Benton los recuerdos proporcionan el material para una película maravillosa, y él la ha hecho, pero desafortunadamente no se ha quedado ahí. Él ha ido a incluir demasiado. Cuenta una historia central de gran poder, y luego sigue dejándola para atraparnos con personajes menores que nunca nos importan».

## Premios
La película fue aclamada entre la crítica obteniendo seis nominaciones al Óscar incluyendo la terna de Mejor Película. Finalmente se llevó dos estatuillas: Mejor Guion Original y Mejor Actriz (para Sally Field). Robert Benton también fue premiado como mejor director con el Oso de Berlín.